# Nathaniel S. Benton

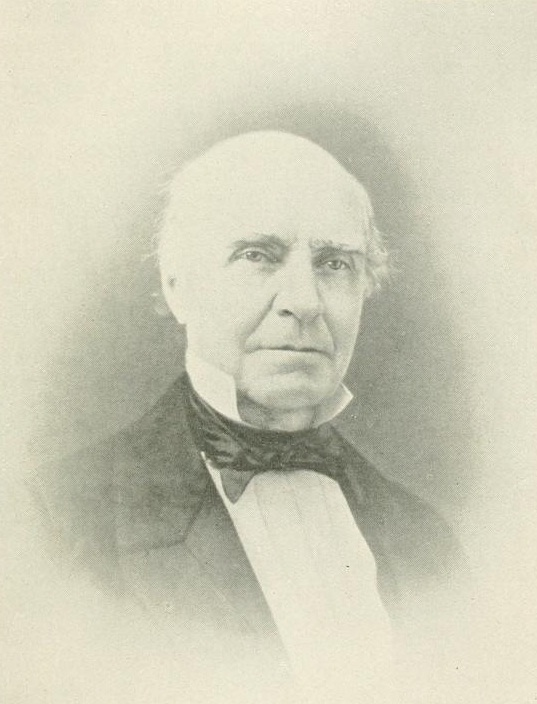
Nathaniel S. Benton

Nathaniel Soley Benton (* 19. Februar 1792 in Westmoreland, New Hampshire; † 29. Juni 1869 in Little Falls, New York) war US-amerikanischer Jurist und Politiker.

## Werdegang
Als er vier Jahre alt war, zog die Familie von Nathaniel Soley Benton von Westmoreland nach Fryeburg im heutigen Maine, wo er die Fryeburg Academy besuchte und unter Daniel Webster studierte. Während des Winters 1812 unterrichtete er als Lehrer. In einem Anfall von Patriotismus verpflichtete er sich während des Britisch-Amerikanischen Krieges im 34. Regiment der US Army. In der Folgezeit stieg er schnell zum Adjutant General auf und diente als Judge Advocate bei zwei Kriegsgerichtsverhandlungen 1814 in Plattsburgh (New York).
Nach dem Ende des Krieges studierte er Jura in der Kanzlei seines Onkels in Orford (New Hampshire). Anfang 1816 zog er nach Little Falls (New York), wo er sein Jurastudium bei George H. Feeter fortsetzte. 1817 wurde er Friedensrichter. Seine Zulassung als Anwalt erhielt er 1819. Mit dem Wunsch etwas vom Westen zu sehen, machte er um 1820 eine Reise durch Pennsylvania, Virginia, Kentucky, Tennessee, Missouri, Illinois, Michigan, Indiana und Ohio.
Von 1821 bis 1828 war er Vormundschafts- und Nachlassrichter im Herkimer County (New York). Er saß dann von 1828 bis 1831 für den 5. Bezirk im Senat von New York. Von 1831 bis 1841 war er als Nachfolger von Samuel Beardsley United States Attorney for the Northern District of New York. Seine Amtszeit war von der Wirtschaftskrise von 1837 geprägt. Benton wurde 1845 Secretary of State von New York – ein Posten, den er bis 1847 innehatte. Die letzten Jahre seiner Amtszeit waren vom Mexikanisch-Amerikanischen Krieg überschattet. Er gehörte bis 1855 der Demokratischen Partei an. Zu jener Zeit schloss er sich der American Party an. 1858 kandidierte er für das Amt des Vizegouverneurs von New York, während Lorenzo Burrows für das Amt des Gouverneurs von New York antrat. Danach schloss er sich der Republikanischen Partei an. In der Folgezeit unterstützte er beide Wahlen von Abraham Lincoln. Ferner war er von 1855 bis 1868 Auditor im Kanalamt. Er verstarb ungefähr vier Jahre nach dem Ende des Bürgerkrieges in Little Falls (New York) und wurde dann dort auf dem Church Street Cemetery beigesetzt.